# Sphaeroma prideauxianum
Sphaeroma prideauxianum är en kräftdjursart som beskrevs av Leach 1818. Sphaeroma prideauxianum ingår i släktet Sphaeroma och familjen klotkräftor. Inga underarter finns listade i Catalogue of Life.